# Житинська волость
Житинська волость — адміністративно-територіальна одиниця Берестейського повіту Гродненської губернії Російської імперії. Волосний центр — село Житинь.
На 1885 р. у волості налічувалось 10 сіл (об'єднаних у 8 громад), 240 дворів, 1 485 чоловіків і 1 505 жінок, 7 477 десятин землі (5 249 десятин орної).
За Берестейським миром, підписаним 9 лютого 1918 року територія волості ввійшла до складу Української Народної Республіки.

## У складі Польщі
Після окупації в лютому 1919 р. поляками Полісся волость назвали ґміна Жицін, входила до Берестейського повіту Поліського воєводства Польської республіки. Центром ґміни було село Житинь.
За переписом 1921 року в 18 поселеннях ґміни налічувалось 369 будинків і 1849 мешканців (800 римокатоликів, 1045 православних, 2 протестанти і 2 греко-католики).
Розпорядженням Міністра внутрішніх справ Польщі 23 березня 1928 р. ліквідовано ґміну, а територію приєднано до ґміни Камєнєц Літевскі.